# Светско првенство у кајаку и кануу на мирним водама 1938 — К-1 10.000 метара за мушкарце
Дисциплина К-1 на 10.000 метара у мушкој конкуренцији, била је једна од 2 дисциплина класичног кајака на 1. Светском првенствоу у кајаку и кануу на мирним водама 1938. одржаном у Ваксхолму (Шведска) 7. и 8. августа, у водама Балтичког мора, који окружују острво Ваксхолм, у Стокхолмском архипелагу.

## Земље учеснице
Учествовало је 15 кајакаша из 9 земаља. 
1. Белгија 1
2. Данска 2
3. Италија 1
4. Немачка 2
5. Норвешка 2
6. Пољска 1
7. Уједињено Краљевство 1
8. Чехословачка 1
9. Шведска 2

## Резултати
| Пласман | Кајакаш                 | Земља                | Резултат | Белешке |
| ------- | ----------------------- | -------------------- | -------- | ------- |
|         | Карл Видмарк            | Шведска              | 46:42,8  |         |
|         | Чеслав Собјерај         | Пољска               | 47:35,6  |         |
|         | Егон Нилсон             | Шведска              | 48:10,7  |         |
| 4.      | Е. Кледерс              | Пољска               | 48:38,9  |         |
| 5.      | Ивар Иверсен            | Норвешка             | 48:52,5  |         |
| 6.      | С. Гилдберг             | Финска               | 49:09,0  |         |
| 7.      | Антон Дорфнер           | Немачка              | 489:41,8 |         |
| 8.      | Х. Кристенсен           | Данска               | 49:45,0  |         |
| 9.      | Лудвик Клима            | Чехословачка         | 49:54,3  |         |
| 10.     | Ханс Мартин Гулбрандсен | Норвешка             | 50:00,2  |         |
| 11.     | Ривала                  | Финска               | 50:43,4  |         |
| 12.     | Б. Хансен               | Данска               | 51:55,1  |         |
| 13.     | Сант Сасо               | Француска            | 53:24,9  |         |
| 14.     | Х. Хонсија              | Белгија              | 53:54,3  |         |
| 15.     | А.Ј Симонс              | Уједињено Краљевство | 53.57,8  |         |